# Capnolymma ohbayashii
Capnolymma ohbayashii är en skalbaggsart som beskrevs av Holzschuh 2006. Capnolymma ohbayashii ingår i släktet Capnolymma och familjen långhorningar.
Artens utbredningsområde är Sarawak. Inga underarter finns listade.